# David Limberský
David Limberský (* 6. Oktober 1983 in Pilsen) ist ein tschechischer Fußballspieler.

## Vereinskarriere
David Limberský begann mit dem Fußballspielen bei Tatran Třemošná. Nach einem Freundschaftsspiel 1990 gegen Viktoria Pilsen wurde er von dessen Funktionären verpflichtet. In Pilsen durchlief Limberský alle Juniorenmannschaften und debütierte in der Saison 2002/03 in der Herrenmannschaft des Zweitligisten, der in die Gambrinus-Liga aufstieg.
Bei der U-20-Weltmeisterschaft 2003 in den Vereinigten Arabischen Emiraten fiel der Mittelfeldspieler den Scouts des FC Modena auf, woraufhin der Serie A-Ligist Limberský für ein halbes Jahr auslieh. In Modena bestritt der Tscheche vier Spiele, konnte sich aber nicht durchsetzen und kehrte im Sommer 2004 zu Viktoria Pilsen zurück, das gerade in die 2. Liga abgestiegen war.
Anfang 2005 wechselte David Limberský auf Leihbasis zu Tottenham Hotspur, blieb 2005/06 in der Premier League jedoch ohne Einsatz. Erneut kehrte er zu seinem Stammverein nach Pilsen zurück und bestritt in den Spielzeiten 2005/06 und 2006/07 44 Erstligaspiele, in denen ihm sieben Tore gelangen. Zur Saison 2007/08 wurde Limberský vom tschechischen Meister und Pokalsieger Sparta Prag verpflichtet. Im Sommer 2008 kehrte er nach Pilsen zurück. Mit Viktoria wurde er 2011 und 2013 jeweils Tschechischer Meister und nahm an der Champions League teil.

## Nationalmannschaft
David Limberský spielte neun Mal in der tschechischen U-20-Auswahl, dabei schoss er vier Tore. In der U-21-Nationalmannschaft lief Limberský elf Mal auf und erzielte bei 6:0 gegen Armenien am 7. September 2005 sein einziges Tor.
Bei der Fußball-Europameisterschaft 2016 in Frankreich wurde er in das tschechische Aufgebot aufgenommen. Die ersten beiden Partien gegen Spanien und gegen Kroatien bestritt er über die volle Spielzeit, im entscheidenden Spiel gegen die Türkei blieb er auf der Bank. Das Spiel wurde verloren und das Team schied aus.

## Erfolge
- Tschechischer Meister 2011, 2013, 2015 und 2016 mit Viktoria Pilsen
- Tschechischer Pokalsieger 2008 mit Sparta Prag und 2010 mit Viktoria Pilsen